# Open Game License
La Licencia de Juego Abierto (del inglés Open Game License, a menudo abreviado en OGL) es una licencia de contenido abierto, diseñada para la utilización de un sistema genérico de juegos de rol. Fue publicada por Wizards of the Coast en el año 2000 para licenciar la 3a edición del juego del rol Dungeons & Dragons como el Documento de Referencia del Sistema (System Reference Document o SRD). Es ampliamente usada para permitir a terceros, aficionados o profesionales, publicar el SRD y derivar productos bajo la marca d20 System.
Las personas, grupos o editoriales que publican sus productos bajo la licencia OGL, a veces son incluidos en el llamado « movimiento open gaming ».

## Condiciones contractuales
El texto completo de la licencia se puede descargar del sitio de Wizards Of The Coast. En muchos aspectos, la OGL es como cualquier otra licencia de contenido abierto. En esta sección se explican las principales diferencias con las licencias estándar.
La OGL define dos tipos de contenido: el Contenido de Juego Abierto (Open Gaming Content o OGC) y el contenido no-OGC, que está protegido por licencias normales de derecho de autor, comúnmente llamado « contenido cerrado ». La OGL permite la existencia de ambos contenidos dentro de un mismo trabajo, pidiendo a los creadores que distingan claramente las partes que son OGC de las que no lo son.
La OGL también define el concepto de Identidad del Producto (Product Identity o PI):
...product and product line names, logos and identifying marks including trade dress; artifacts; creatures characters; stories, storylines, plots, thematic elements, dialogue, incidents, language, artwork, symbols, designs, depictions, likenesses, formats, poses, concepts, themes and graphic, photographic and other visual or audio representations; names and descriptions of characters, spells, enchantments, personalities, teams, personas, likenesses and special abilities; places, locations, environments, creatures, equipment, magical or supernatural abilities or effects, logos, symbols, or graphic designs; and any other trademark or registered trademark...
... productos y nombres de líneas de productos, logotipos e identificadores de marcas, incluyendo ropa, artefactos, criaturas personaje, historias, tramas, elementos temáticos, diálogos, incidentes, idiomas, trabajos artísticos, símbolos, diseños, formatos, poses(?), conceptos, temas y elementos gráficos, fotográficos y otras representaciones visuales o auditivas; nombres y descripciones de personajes, conjuros, encantamientos, personalidades, equipos, personas y habilidades especiales; lugares, ubicaciones, ambientes, criaturas, equipamiento, habilidades o efectos mágicos, logos, símbolos o diseños gráficos; y cualquier otra marca registrada...
La PI debe ser claramente definida por el editor y, por usar la OGL, se protege al material de ser copiado, redistribuido o modificado y de declarar « compatibilidad o co-adaptabilidad » con otras marcas de PI, a menos que se adquieran permisos mediante una licencia separada o un acuerdo con los propietarios de dicho material.